# Gens Centenia
La gens Centenia fue una familia romana de tiempos de la segunda guerra púnica. Es más conocido por dos individuos, Cayo Centenio, propretor en 217 a. C., cuya fuerza de caballería fue derrotada por Maharbal, y Marco Centenio Penula, un centurión veterano distinguido por su valentía, a quien se le otorgó una fuerza para enfrentarse a Aníbal en Lucania, y también fue derrotado en 212 a. C.